# INS Vagir (S25)
Pour les autres navires du même nom, voir INS Vagir.
L'INS Vagir (pennant number : S25) est le cinquième sous-marin du premier lot de six sous-marins de classe Kalvari de la marine indienne. Il s’agit d’un sous-marin d'attaque conventionnel diesel-électrique basé sur la classe Scorpène, conçu par le groupe français de défense navale et d’énergie Naval Group et fabriqué par Mazagon Dock Limited, un chantier naval indien situé à Bombay, dans le Maharashtra.
L’INS Vagir a été lancé le 12 novembre 2020,. Le navire devrait être mis en service en 2022.
Le sous-marin hérite de son nom de l’INS Vagir (S41) qui a servi dans la marine de 1973 à 2001, et a été nommé d’après une espèce de poisson des sables,.